# Pelagomyia illucens
Pelagomyia illucens är en tvåvingeart som beskrevs av James 1967. Pelagomyia illucens ingår i släktet Pelagomyia och familjen vapenflugor.
Artens utbredningsområde är Dominica. Inga underarter finns listade i Catalogue of Life.